# Tjerk van der Hauw
Tjerk van der Hauw (fl. XX secolo) è stato un poliziotto olandese, deportato nei campi di concentramento per aver rifiutato, assieme ai suoi colleghi, di arrestare sette ebrei anziani.

## Biografia
La mattina del 9 marzo 1943 Tjerk van der Hauw e i colleghi Dirk Boonstra, Jan Deddens, Klaas Berga, Tönnis Bulthuis, Theodorus Buunk, Geert Holvast, Roelf Mulder, Willem Vlijm e Jan Elzinga vennero incaricati di arrestare sette ebrei anziani residenti a Grijpskerk e deportarli a Westerbork ma rifiutarono di eseguire tale ordine. Due giorni dopo vennero convocati dal comandante distrettuale, che cercò di convincerli ad eseguire l'ordine. Rifiutarono nuovamente. Il giorno stesso vennero rimproverati dal comandante regionale di Groninga; anch'egli cercò di convincere i poliziotti, minacciandoli di deportarli nei campi di concentramento . All'ennesimo rifiuto, tutti e 11 vennero deportati nel Campo di concentramento di Herzogenbusch. Tjerk fu rilasciato dopo 18 mesi di prigionia, nell'agosto del 1944. Il 14 novembre del 1988 ricevette la nomina a Giusto tra le nazioni.